# موثیکا
مکنزی اشتون الیس (به انگلیسی: McKenzie Ashton Ellis؛ زادهٔ ۱۲ مارس ۱۹۹۵) که به‌طور حرفه‌ای با نام موثیکا (به انگلیسی: Mothica) شناخته می‌شود، خواننده آمریکایی می‌باشد. وی در اکلاهما سیتی بزرگ شده و از ۱۸ سالگی تهیه کنندگی موسیقی را آغاز کرده‌است.